# Rybnik
Rybnik és una ciutat del sud-oest de Polònia en el Voivodat de Silèsia. El seu nom deriva del proto-eslau que significa peix fent referència a la pesca que era l'activitat principal. Rybnik era un important centre de la mineria del carbó a Polònia. El 2020 tenia 137.128 habitants. Compta amb una orquestra filharmònica.